# Марзуки Али
Марзуки Али (индон. Marzuki Alie; род. 6 ноября 1955 года, Палембанг) — индонезийский политический деятель. Председатель Совета народных представителей Индонезии (2009—2014). Генеральный секретарь Демократической партии.

## Биография
Родился 6 ноября 1955 года в Палембанге. По национальности — малаец.
Окончил Университет Северной Малайзии со степенью доктора философии по политологии, а также Университет Шривиджая по специальности менеджмент. До избрания в парламент занимал следующие должности:
- Государственный служащий в Министерстве финансов Индонезии (1975-1979)
- Государственный служащий в отделении Министерства финансов Индонезии в Палембанге (1979-1980)
- Коммерческий директор компании PT Semen Baturaja[индон.], Палембанг (1999-2006)
- Представитель компании PT.Global Perkasa Investindo Group (2006-2009)

В 2009 году избран депутатом Совета народных представителей от округа Джакарта-3, с 1 октября 2009 года — председатель СНП. На выборах 2014 года потерпел поражение в своём округе, не сумев набрать достаточное для переизбрания число голосов, и потерял таким образом место в СНП. 1 октября 2014 года передал свой пост Сетья Нованто.

## Награды
- Рыцарь-командор ордена Святых Михаила и Георгия (2012 год, Великобритания)[3]